# Матвійчук Микола Михайлович
Микола Михайлович Матвійчук (псевдо: «Лук»; 15 квітня 1909, с. Глушин, нині Золочівського району, Львівської області — червень 1941, м. Львів) — референт розвідки Крайової Екзекутиви ОУН ЗУЗ.

## Життєпис
Народився 15 квітня 1909 року в селі Глушин (нині — Золочівського району, Львівської області).
Був членом Пласту, входив до складу куреня імені Б. Хмельницького.
Навчався у Львівській політехніці, очолював протягом 1937—1939 років студентську ланку ОУН. Учасник Конгресу Союзу українських студентських організацій, який відбувся у Львові 20 березня 1939 року.
З 1940 року референт розвідки Крайової Екзекутиви ОУН ЗУЗ.
Заарештований НКВС 10 вересня 1940 року. Засуджений разом з братом Андрієм на «Процесі 59-ох» до смертної кари.
Розстріляний ймовірно у червні 1941 року.